# Carl Lorentzon
Bengt Carl Lorentzon i riksdagen kallad Lorentzon i Ledet, född 21 september 1862 i Mårdaklev, död 23 mars 1940 i Östra Frölunda, var en svensk lantbrukare och riksdagspolitiker (höger).
Lorentzon var i riksdagen ledamot av andra kammaren från 1912, invald i Älvsborgs läns södra valkrets. 